# 菲尔·爱德华兹 (田径运动员)
菲尔·爱德华兹（英語：Phil Edwards，1907年9月23日—1971年9月6日），加拿大男子田径运动员，主攻中跑。他曾代表加拿大参加1928年、1932年和1936年夏季奥林匹克运动会田径比赛，获得五枚铜牌。